# Tanedra Howard
Tanedra Howard est une actrice américaine née le 15 août 1980 à Inglewood (Californie).

## Biographie

### Carrière
Elle a remporté, parmi neuf autres candidates, la victoire à l'émission de télé réalité Scream Queens diffusée sur VH1 du 20 octobre au 8 décembre 2008. 
L'enjeu de cette émission était d'obtenir un rôle dans le film Saw VI. Le film est réalisé par Kevin Greutert et sort en salles en 2009. Elle y interprète Simone, victime du tueur au puzzle.
L'année suivante, elle retrouve son personnage pour Saw 3D : Chapitre final. 

## Filmographie

### Cinéma

#### Court métrage
- 2015 : Sexy GPS de Steve Myung : Cyrene (voix)

#### Longs métrages
- 2006 : Grad Night de Michael T. Fitzgerald Jr.: Graduate
- 2009 : Saw 6 de Kevin Greutert : Simone
- 2010 : Saw 3D - Chapitre Final de Kevin Greutert : Simone
- 2011 : Love... Another Four Letter Word de Angela Burris : Vanessa
- 2012 : Anita Ho de Steve Myung : Tanya
- 2015 : Reggie Gaskins' Urban Love Story de Reggie Gaskins : Maryanne
- 2017 : Filmmakers Anonymous de Fernandel Almonor : Michelle Grant

### Télévision

#### Séries télévisées
- 2010 : Shane Dawson TV : Gangsta Woman (1 épisode)
- 2012 : The Black Soap : Linda Johnson (pilote non retenu)
- 2013 : Diary of a Champion : Howard (2 épisodes)
- 2013 : Laugh Central : Kenya (1 épisode)
- 2014 : Tammi Mac's Bag Lady : Brelyn (pilote non retenu)
- 2014 - 2016 : Black Boots : Tammy (12 épisodes)
- 2017 : Off the Track : Jasmine Hyde (1 épisode)